# Dharmakaja
Dharmakaja (skt. dharmakāya, tyb. chos sku, chiń. fashen 法身, kor. pŏpsin, jap. hōsshin, wiet. pháp thân) — jedno z trzech ciał buddy — Ciało Prawdy, Dharmy, ostatecznego prawa, mądrość. Wszystko obejmująca, nigdy nieustająca „takość”, istota i podstawa wszystkiego, nigdy niepowstała, ani niestworzona i nieuwarunkowana przez przyczyny i warunki.
8 cech Dharmakai:
1. identyczność dla wszystkich Buddów
2. dogłębność poznania, poza konceptualnymi barierami
3. nieustające trwanie, nieuwarunkowane przez przyczyny i warunki
4. homogeniczność, ta sama wszystko obejmująca, istota i podstawa wszystkiego
5. nieomylność, bezbłędność poza skrajnościami istnienia i nieistnienia
6. nieskalaność, poza błędami i złudzeniami
7. świetlistość, niekonceptualna „takość”
8. podstawa Sambhogakai